# Podwieżanka
Podwieżanka – wieś w Polsce położona w województwie podlaskim, w powiecie hajnowskim, w gminie Czyże.
W latach 1975–1998 miejscowość administracyjnie należała do województwa białostockiego.
Wierni kościoła rzymskokatolickiego należą do parafii pw. Wniebowzięcia Najświętszej Maryi Panny i św. Stanisława Biskupa i Męczennika w Narwi.